# Ataques iraníes contra Israel de abril de 2024

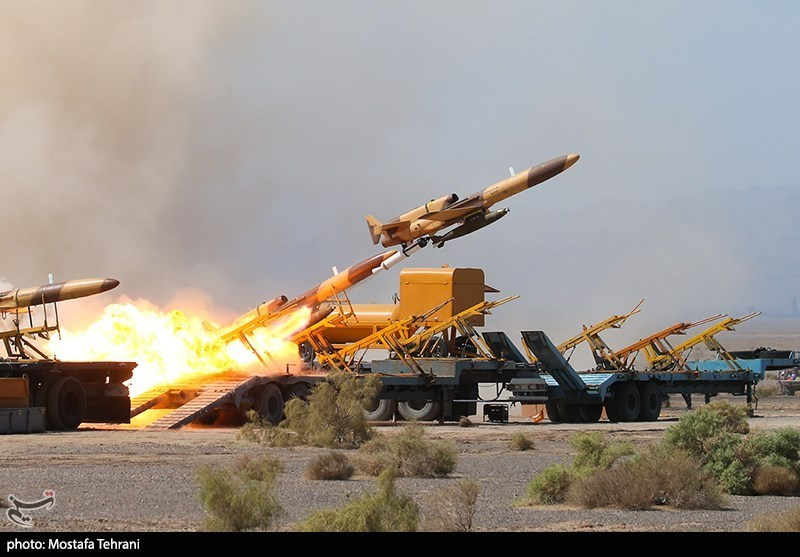
Drones iraníes en 2022

El ataque de Irán a Israel de abril de 2024 se produjo el sábado 13 de abril, en el contexto de la guerra entre Israel y la Franja de Gaza, como represalia por un bombardeo israelí que mató a dieciséis personas, incluidos dos civiles y varios militares de alto rango, en la embajada iraní en Damasco (Siria). La República Islámica de Irán lanzó un ataque contra el Estado de Israel utilizando más de 320 drones y misiles. Los primeros proyectiles llegaron a Israel en la zona del Néguev. Este fue el primer ataque iraní directo contra Israel desde que comenzase la enemistad entre ambos países tras la Revolución Islámica de 1979. El Cuerpo de la Guardia Revolucionaria Islámica denominó al ataque Operación Promesa Verdadera.
Israel respondió con un ataque contra Irán el 19 de abril de 2024.
En octubre Irán volvió a atacar con misiles territorios israelíes, una operación que denominó Operación Promesa Verdadera 2.

## Antecedentes
El 7 de octubre de 2023, el grupo paramilitar palestino Hamás atacó Israel y mató a 695 civiles israelíes (de los cuales 36 menores de edad), 71 civiles extranjeros y 373 soldados y policías en diversos combates y masacres, incluida la masacre en el festival de Reim, la masacre de Be'eri, la masacre de Nir Oz y otras. Hamás y otros grupos palestinos secuestraron a 253 personas, entre ellas israelíes, argentinos, estadounidenses, europeos y tailandeses. Entre los secuestrados se encontraban 39 niños. En su visita a Israel, el secretario de Defensa de los Estados Unidos, Lloyd Austin, calificó los hechos como «el día más sangriento, desde el fin del Holocausto, para el pueblo judío», reiterando su apoyo a Israel.
El ejército israelí comenzó a bombardear la Franja de Gaza poco después del inicio de los enfrentamientos. Mientras tanto, el grupo paramilitar libanés Hezbolá, abastecido y financiado por Irán, comenzó a atacar el norte de Israel con misiles. El 27 de octubre, después de tres semanas de bombardeos, el ejército de Israel comenzó la invasión de la Franja de Gaza con el objetivo declarado de liberar a los rehenes y destruir a Hamás. Según el Ministerio de Salud gazatí, esta operación militar ha resultado en la muerte de más de 33 000 personas, la gran mayoría civiles, entre ellos 13 000 niños y 8 400 mujeres, a los que se suman más de 76 214 heridos y más de 8 000 desaparecidos (entre ellos 4 400 mujeres y niños), lo que elevaría la cifra de fallecidos aún más, siendo las mujeres y los niños las principales víctimas de los ataques israelíes. Por su parte, Israel afirma que 13 000 de los muertos eran combatientes de Hamás. Por estos hechos, la Corte Internacional de Justicia dictaminó de manera provisional que había «plausibilidad» de que Israel estuviese cometiendo un genocidio contra los palestinos de Gaza.
La guerra ha causado una catástrofe humanitaria en la Franja de Gaza. Alrededor de 1,9 millones de palestinos y unos 100 000 israelíes han tenido que abandonar su hogar y se han convertido en desplazados internos. Numerosos grupos defensores de los derechos humanos, como Human Rights Watch, Oxfam, el Programa Mundial de Alimentos y Amnistía Internacional, así como el Relator Especial de las Naciones Unidas sobre el derecho a la alimentación, Michael Fakhri, el vicepresidente de la Comisión Europea, Josep Borrell, y representantes oficiales de diversos países han acusado a Israel de utilizar el hambre como método de guerra. Israel, por su parte, niega que haya una hambruna en la Franja y afirma que el problema se encuentra en la incapacidad de la ONU para distribuir la ayuda en el interior de la Franja de Gaza.
En este mismo contexto, y también apoyados por Irán, los hutíes atacaron el transporte marítimo con dirección a Israel como respuesta a la guerra. En respuesta a estos ataques, Estados Unidos y el Reino Unido lanzaron una operación contra los hutíes a finales de 2023.
A principios de abril de 2024, Israel lanzó un ataque que destruyó el edificio anexo del consulado adyacente a la embajada iraní en Damasco (Siria), matando a dieciséis personas, incluido un alto comandante de la Fuerza Quds de los Cuerpos de la Guardia Revolucionaria Islámica (CGRI), el general de brigada Mohammad Reza Zahedi, así como a otros siete oficiales. Tras este suceso, tanto el líder supremo iraní, el ayatolá Alí Jamenei, como el presidente del país, Ebrahim Raisi, amenazaron con que habría una firme respuesta contra Israel. El 13 de abril, Irán abordó el MSC Aries, un buque portacontenedor portugués de bandera israelí, con un helicóptero mientras cruzaba el estrecho de Ormuz con rumbo a la India.

### Advertencias previas al ataque
En los días previos al ataque, Estados Unidos, Reino Unido, Francia y Alemania advirtieron a Irán que no atacara a Israel. Israel advirtió a Irán que tal ataque podría conducir a una respuesta militar israelí directa en suelo iraní.
A principios de abril de 2024, Teherán amenazó con atacar bases militares estadounidenses si este país intervenía directamente defendiendo a Israel.
Según Irak, Jordania y el propio Irán se pusieron en contacto con Estados Unidos para notificarle el ataque. Además autoridades turcas afirmaron haberse reunido con iraníes y estadounidenses para informar del ataque y que los propios estadounidenses pidieron moderación en el ataque. También corroboran que se pusieron en contacto con el Reino Unido.

## Desarrollo del ataque

### 13 de abril

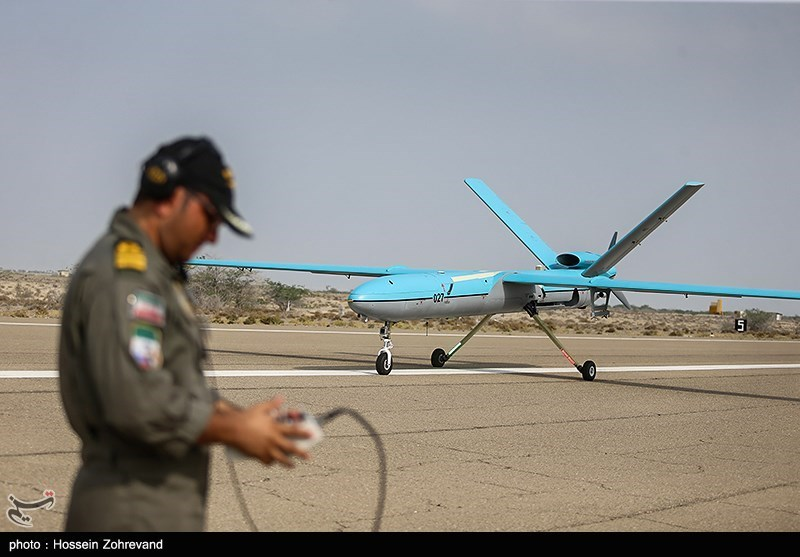

En la noche del 13 de abril, Estados Unidos informó que Irán había lanzado decenas de aviones no tripulados contra Israel. Habían lanzado una oleada masiva de drones y misiles que tenían como objetivo, entre otras trayectorias sin confirmar, emplazamientos de los Altos del Golán, la región de Arad y dos bases aéreas militares en el desierto del Néguev. El ataque consistió en 170 drones, 30 misiles de crucero y 120 misiles balísticos.
Según el Jefe del Estado Mayor de Irán, Mohammad Bagheri, los objetivos principales incluyeron la base aérea Nevatim, desde la que Israel había lanzado su ataque contra el consulado iraní en Siria, y un centro de inteligencia que proporcionaba información al ejército israelí ubicado en la parte del Monte Hermón ocupada militarmente por Israel. La operación tuvo un enfoque limitado deliberadamente, para mantenerla como un ataque de represalia contra el bombardeo israelí del consulado de Irán en Damasco. Otro objetivo fue la base aérea de Ramón, en el sur de Israel. La agencia de noticias Tasnim publicó vídeos de diversos objetivos alcanzados.
Esta misma agencia de noticias informó de que se había intentado saturar los sistemas de defensa israelíes Cúpula de Hierro y Honda de David con una primera oleada de drones suicidas HESA Shahed 136, seguida del lanzamiento de una segunda oleada de proyectiles, en este caso decenas de misiles balísticos que, según Irán, lograron traspasar los sistemas defensivos israelíes. En la operación participaron también las Fuerzas de Movilización Popular iraquíes, el grupo libanés Hezbolá y los hutíes yemeníes, y fue denominada Operación Promesa Auténtica (persa: وعده صادق, romanizado: va'de-ye sādeq), con el nombre en clave Ya Rasul Allah (یارسول‌الله(ص)).
Según fuentes estadounidenses y el Canal 12 de Israel, aviones de combates estadounidenses y británicos colaboraron para derribar un número indefinido de drones iraníes. The Wall Street Journal informó de que Francia desplegó efectivos navales en la zona para ayudar a Israel.
En los primeros minutos del ataque, funcionarios israelíes calcularon que se habían lanzado contra su país cerca de 100 drones, mientras que un funcionario estadounidense predijo que entre 400 y 500 drones y misiles se lanzarían desde Irak, Siria, Líbano y Yemen, aunque la gran mayoría provendrían desde Irán. Según fuentes tanto israelíes como iraníes, solo se atacaron objetivos militares.

### 14 de abril
Hezbolá declaró que había lanzado docenas de cohetes Grad contra un puesto de defensa aérea israelí en los Altos del Golán ocupados. El grupo dijo que el ataque se llevó a cabo poco después de la medianoche. Aproximadamente a las 2 de la madrugada, hora local, comenzaron a oírse explosiones en Jerusalén, mientras sonaban las sirenas de alarma en otras zonas de Israel, Cisjordania y el Mar Muerto. Se desconoce si las explosiones provenían de intercepciones del sistema defensivo Cúpula de Hierro o de impactos de los misiles. También se atacaron objetivos en la zona de Tel Aviv y Dimona, donde se encuentra una central nuclear israelí.
Irak, Jordania, Líbano, Siria, Kuwait e Israel cerraron sus espacios aéreos como respuesta a los ataques, mientras que el espacio aéreo iraní solo se cerró a los vuelos sujetos a reglas de vuelo visual. Egipto puso a sus fuerzas aéreas en estado de alerta elevada. Irán advirtió a Jordania que no proporcionase ningún tipo de ayuda a Israel.
Durante el ataque, el ejército israelí bloqueó los sistemas electrónicos de geolocalización para interferir en la navegación de los misiles. El jefe del CENTCOM estadounidense se trasladó a Israel para coordinar la respuesta de las defensas aéreas.
Los habitantes de Amán, capital de Jordania, observaron haces de luz sobre su ciudad. En la zona de Marj al Hamam de la capital jordana, un grupo de curiosos se reunió en torno a los restos de un gran dron que había sido interceptado.
Según el ejército israelí, Irán lanzó más de 170 drones, más de 30 misiles de crucero y más de 120 misiles balísticos, de los que el 99% fueron interceptados, principalmente por los sistemas de defensa aérea Honda de David y Flecha 3. Los aviones israelíes atacaron objetivos militares de la Fuerza Redwan en el sur del Líbano. Estados Unidos, Reino Unido y Jordania usaron sus propias fuerzas militares para interceptar proyectiles iraníes, mientras que Francia desplegó a su armada para proporcionar cobertura de radar.

## Consecuencias
A las 5:23 horas del 19 de abril de 2024, Israel lanzó un ataque con vehículos aéreos no tripulados contra Irán. Los ataques se dirigieron principalmente contra los alrededores de la ciudad de Isfahán, en el centro del país, donde hay una importante base militar y una instalación nuclear. Según las autoridades iraníes todos los «objetos sospechosos» fueron derribados y no causaron víctimas ni daños. La agencia de noticias Mehr recalcó que los sistemas de defensa aérea derribaron «minidrones» en la zona.

## Análisis
The Intercept informó que las fuerzas estadounidenses "hicieron la mayor parte del trabajo pesado en respuesta a la represalia de Irán por el ataque a su embajada en Damasco", derribando más drones y misiles que Israel. El informe también señala que el Reino Unido, Francia y Jordania también ayudaron a derribar proyectiles. The Intercept agregó que fue la primera vez desde 1991 que un estado nacional atacó directamente a Israel y, a pesar de competir con distancias extremadamente largas y utilizar enjambres de señuelos para evadir los sistemas de defensa en la región, pudieron atacar con éxito dos objetivos militares israelíes, con cinco misiles que impactaron en la base aérea de Nevatim y cuatro que impactaron en otra base.
The Economist escribió que "el ataque fue un fracaso militar", añadiendo que Irán "puede haber calculado mal". Unos meses más tarde, el periódico escribió que "los estrategas iraníes podrían preguntarse, en retrospectiva, si se equivocaron en abril. El bombardeo que lanzaron contra Israel no creó disuasión. En cambio, puede haberlos obligado a intensificar la guerra una vez más, con gran riesgo para sus representantes y para ellos mismos". Al Jazeera escribió que Irán, al no depender ya únicamente de sus representantes, al lanzar su primer ataque contra Israel desde su propio suelo, su mayor ataque con misiles hasta la fecha y el mayor ataque con aviones no tripulados en la historia militar, ha aumentado tanto su disuasión como su poder blando en el mundo musulmán en general. The Guardian afirmó que algunos analistas creían que el ataque de Irán había destrozado la política de disuasión israelí.
El Jerusalem Post señaló que el ataque iraní demostró que los acontecimientos del 7 de octubre no socavaron la alianza entre Israel y los sunitas. Según HA Hellyer, un experto en Oriente Medio, el objetivo del ataque no era dañar a Israel "con ese nivel de advertencia". Según CNN, el ataque de Irán fue "planeado para minimizar las bajas y maximizar el espectáculo", y señaló que los drones y misiles iraníes pasaron por Jordania e Irak, ambos con bases militares estadounidenses, y todas las defensas aéreas antes de penetrar el espacio aéreo de Israel.
Dov Zakheim, exsubsecretario de Defensa de la administración de George W. Bush, afirmó que "Irán es una amenaza existencial de una manera en que la cuestión palestina no lo es", poniendo así de relieve la disuasión estadounidense frente a Irán. John Bolton, sin embargo, calificó los ataques como "un fracaso masivo de la disuasión israelí y estadounidense" y describió la desaprobación de Joe Biden de un posible contraataque como una vergüenza.
Un análisis operativo del Instituto para el Estudio de la Guerra (ISW) concluyó que el ataque probablemente tenía como objetivo causar daños significativos por debajo del umbral que desencadenaría una respuesta masiva israelí. El grupo de expertos también señaló que el "paquete de ataque" siguió la doctrina rusa utilizada en los ataques aéreos contra Ucrania durante la invasión rusa de Ucrania, aunque a una escala mucho mayor y en una sola misión. ISW predijo que las lecciones que Irán aprenderá de este ataque le permitirán identificar las fortalezas y debilidades relativas del sistema de defensa aérea de Israel y construir paquetes de ataque más exitosos en el futuro, y posiblemente compartir estas experiencias también con Rusia.
El Wall Street Journal atribuyó el éxito de Israel a una combinación de su "sofisticado sistema de defensa aérea y la asistencia crítica proporcionada por los EE.UU. y otros socios occidentales y árabes", mientras que el editor diplomático del Times, Roger Boyes, sugirió que el ataque "mostró que Israel tiene sólo una autosuficiencia limitada en materia de seguridad. Dependió de la inteligencia estadounidense para el momento del asalto, para la ubicación de muchas de las posiciones de tiro y de la asistencia estadounidense, británica y francesa para ayudar a derribar las municiones entrantes". Según The Times of Israel, la capacidad de Israel de tomar una acción estratégica directa y completa únicamente por iniciativa propia se vio limitada a partir de entonces, y además el cálculo de la disuasión en toda la región ha cambiado. Haaretz consideró la asistencia de Estados Unidos como su "muestra de apoyo más significativa en la historia de las relaciones entre Israel y Estados Unidos".
Según Reuters, los analistas estiman que el coste para Israel y sus aliados para defenderse del ataque fue de alrededor de 1.000 millones de dólares, mientras que el coste para Irán por el ataque fue de alrededor de 80 millones 100 millones de $. El coste actual de los sistemas israelíes de corto alcance Cúpula de Hierro, Honda de David de mediano alcance y Arrow 2 y Arrow 3 de gran altitud para interceptar amenazas aéreas está en el rango de decenas de miles a millones de dólares, pero los futuros sistemas basados en láser pueden reducir sustancialmente el costo de cada interceptación.

## Reacciones

### Nacionales
El ministro de Asuntos Exteriores iraní, Hossein Amirabdollahian, declaró que Irán no ve con buenos ojos la escalada y que el objetivo de la operación iraní era el ejercicio del derecho legítimo de Irán a la autodefensa. El gobierno iraní declaró que su represalia contra Israel fue un éxito y concluyó.
El ministro de Defensa israelí, Yoav Galant, dijo que las FDI detuvieron el ataque de manera impresionante. Gallant afirmó que el ataque fue repelido con éxito con la ayuda de Estados Unidos y otros países. Hizo hincapié en la oportunidad de formar una alianza estratégica para contrarrestar la amenaza grave y posiblemente nuclear que representa Irán. Israel prometió "una respuesta significativa" a las represalias de Irán.
Con las encuestas reflejando que 3/4 partes de los votantes israelíes pedían la dimisión de Netanyahu, tras el ataque iraní el líder de la oposición al Gobierno de Israel, Yair Lapid, insistió en celebrar elecciones.
Hamás dijo que la operación militar iraní contra Israel era un "derecho natural y una respuesta merecida" al bombardeo israelí del consulado iraní en Damasco y al asesinato de los líderes del IRGC allí. Los hutíes dijeron que los ataques fueron una respuesta legítima al ataque al consulado de Irán en Damasco.

### Internacionales
- Argentina: El gobierno argentino publicó un comunicado afirmando que «Argentina reconoce el derecho de los Estados a defenderse y respalda enfáticamente al Estado de Israel en la defensa de su soberanía, en especial contra regímenes que promocionan el terror y buscan la destrucción de la civilización occidental».[124][125] El vocero presidencial amplió diciendo que «El ataque de Irán consideramos que no es solo a Israel, es un ataque a Occidente, a nuestro modo de vida, a nuestra libertad individual, a los derechos de las mujeres» y que «Argentina siempre y en todo lugar va a estar del lado del mundo libre»[126] El 11 de abril de 2024, la Justicia argentina había condenado, en segunda instancia, al Hezbolá, bajo el auspicio de organizaciones estatales de Irán por el atentado terrorista que sufrió la AMIA en Buenos Aires en 1994 en el cual 85 personas fueron asesinadas y 300 resultaron heridas. Irán es considerado también responsable del atentado a la embajada de Israel en Argentina de 1992, en el que 22 personas murieron y 242 resultaron heridas. Por estas razones, el presidente, que estaba en los Estados Unidos, adelantó su viaje de vuelta para crear un comité de crisis.[127] En dicha reunión estuvo presente el embajador israelí en el país.[128][129] A pesar de lo que su gobierno ya había comunicado a la prensa, al día siguiente Milei afirmó que el embajador israelí no asistió.[130][131]
- Canadá: Canadá condenó el ataque y Estados Unidos dijo que apoyaría a Israel contra Irán.[132] Arabia Saudita pidió moderación y dijo que el Consejo de Seguridad de las Naciones Unidas debe asumir la responsabilidad de mantener la paz y la seguridad en la región.[133] El 14 de abril, los manifestantes en Toronto aplaudieron los ataques aéreos y corearon "¡Allahu Akbar!" Un líder de la protesta caracterizó los ataques como una respuesta a los ataques aéreos israelíes en la región, mientras Melissa Lantsman, miembro del parlamento, dijo que los cánticos demostraban "Nunca se trató de un alto el fuego". Otros cánticos incluyeron "Intifada, Intifada, viva la Intifada" y "Del agua al agua, Palestina es árabe".[134]

- Reino Unido: Uno de los primeros líderes en responder al ataque fue el primer ministro británico, Rishi Sunak, afirmando: "El Reino Unido seguirá defendiendo la seguridad de Israel y la de todos nuestros socios regionales, incluidos Jordania e Irak".[135][136] El Reino Unido condenó el ataque iraní contra Israel como "imprudente".[137]

- Estados Unidos: El presidente estadounidense Joe Biden acortó una visita prevista a Delaware y regresó a la Casa Blanca para reunirse con funcionarios de seguridad nacional.[138] Biden calificó los ataques interceptados como una victoria para Israel,[139][140] y se comprometió a una respuesta diplomática unificada del G7.[141] La embajada estadounidense en el país hebreo publicó una alerta de seguridad instando a sus trabajadores a buscar refugio hasta nuevo aviso.[142] Biden le dijo al primer ministro israelí Netanyahu que Estados Unidos no respaldaría a Israel en un posible contraataque futuro contra Irán.[139] El secretario de Defensa estadounidense, Lloyd Austin, pidió a Israel que avisara con antelación a Estados Unidos si planeaba atacar a Irán.[143]

- Jordania: El 14 de abril, el primer ministro jordano Bisher Al-Khasawneh afirmó que cualquier escalada regional conduciría a "caminos peligrosos" y añadió que todas las partes involucradas debían reducir la escalada.[144] Y el mismo día, el ministro de Asuntos Exteriores del país, Ayman Safadi, afirmó que Jordania tomaría "todas las medidas necesarias" para proteger su soberanía y seguridad y que abordaría las amenazas a las que se enfrentan sus ciudadanos.[145][146]
- Japón: El primer ministro Fumio Kishida expresó su «fuerte condena» y «profunda preocupación» por el ataque iraní[147] Mientras tanto, la ministra de Asuntos Exteriores, Yoko Kamikawa, dijo que el ataque agravó aún más la situación en el Medio Oriente.[148]
- Australia: El primer ministro Anthony Albanese condenó el ataque iraní y reiteró la necesidad de sanciones contra Irán[149]
- Egipto: El Ministerio de Asuntos Exteriores expresó su preocupación por la ofensiva iraní y los peligrosos indicios de un aumento de las tensiones entre Irán e Israel, y destacó la necesidad de un máximo autocontrol para evitar una mayor inestabilidad y tensión en la región.[150]
- India: El Ministerio de Asuntos Exteriores expresó su profunda preocupación por el aumento de las tensiones entre Israel e Irán y pidió una desescalada inmediata.[151]

- Alemania: Instaba a imponer sanciones a Irán y pedía una desescalada en la zona e insistía en un alto al fuego entre Hamás e Israel.[152]

- China: El Ministerio de Relaciones Exteriores instó a la moderación y calificó el ataque como «el último desbordamiento del conflicto de Gaza».[153]
- Guatemala: La República de Guatemala, a través de su Ministerio de Relaciones Exteriores, condenó los ataques de Irán de forma inequívoca debido a la amenaza que este régimen representa para Israel y toda la región. "Guatemala condena de forma inequívoca y con profunda preocupación, los ataques perpetrados por Irán en contra del Estado de Israel y las consecuencias que estas acciones tendrán en cientos de miles de vidas inocentes, en los países vecinos, así como en la paz y estabilidad regional".[154] El Gobierno de Guatemala, dirigido por el presidente, Bernardo Arévalo de León, solicitó buscar «soluciones pacíficas», con el fin de evitar la escalada de un conflicto en Medio Oriente.[155]
- Rusia: El Consejo de Seguridad de Rusia pidió contención a ambos países con el fin de evitar la escalada del conflicto[156]
- Siria: El ministro de Asuntos Exteriores y Expatriados de Siria, Faisal Al-Mekdad, dijo que la respuesta iraní a “Israel” es un derecho legítimo a la autodefensa.[157]
- Turquía: El ministro de Relaciones Exteriores de Turquía, Hakan Fidan, declaró en una llamada telefónica a su homólogo iraní que Turquía no quería una mayor escalada tras las represalias de Irán contra Israel. El ministro de Relaciones Exteriores iraní le dijo a Fidan que su "operación de represalia" contra Israel había terminado, y agregó que Irán no lanzaría una nueva operación a menos que fuera atacado.[158]
- Ucrania: El presidente Volodímir Zelenski condenó los ataques en las redes sociales y dijo que "las acciones de Irán amenazan a toda la región y al mundo, al igual que las acciones de Rusia amenazan con un conflicto mayor". El Ministerio de Relaciones Exteriores condenó el ataque de Irán como "inaceptable e irresponsable" y pidió esfuerzos para prevenir un "conflicto regional más amplio".[159]
- Uruguay: El Ministerio de Relaciones Exteriores emitió un comunicado en el que expresó su condena condena el uso de la fuerza por parte de Irán, y lamentación por agravamiento del conflicto.[160] Asimismo, confirmó que las embajadas uruguayas de la región estaban monitoreando la situación, y que los servicios consulares continuaban prestando servicios a uruguayos que pudieran resultar afectados.[161]
- Brasil: El Ministerio de Relaciones Exteriores hizo un llamamiento inicial "a todas las partes implicadas para que ejerzan la máxima moderación" y llamó a la comunidad internacional a "movilizar esfuerzos para evitar una escalada". Tras enfrentarse a las críticas públicas por no condenar a Irán, el canciller Mauro Vieira afirmó en una rueda de prensa que "Brasil siempre condena cualquier acto de violencia y llama al entendimiento entre las partes".[162]
- Chile: El canciller Alberto van Klaveren expresó su preocupación por "la grave escalada de tensiones en Medio Oriente y los ataques iraníes contra Israel", agregando que Chile "condena el uso de la fuerza y defiende el derecho internacional humanitario, que protege la vida de civiles en los conflictos armados".[163]